# Cromossoma 4

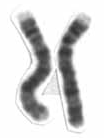
Par de cromossoma 4

O cromossoma 4 é um dos 23 pares de cromossomas do cariótipo humano.
Possui cerca de 186 milhões de pares de bases e representa cerca de 6% a 6,5% de todo o DNA presente na célula.
Contém entre 700 e 1110 genes.

## Genes
| Locus    | Gene                          | Descrição                                                                                    |
| -------- | ----------------------------- | -------------------------------------------------------------------------------------------- |
| 4q25-q27 | ANK2                          | ankyrin 2, neuronal                                                                          |
|          | Complement Factor I           | Complement Factor I                                                                          |
|          | CRMP1                         | Collapsin response mediator protein 1, a member of CRMP family                               |
|          | CXCL1                         | chemokine (C-X-C motif) ligand 1, scyb1                                                      |
|          | CXCL2                         | chemokine (C-X-C motif) ligand 2, scyb2                                                      |
|          | CXCL3                         | chemokine (C-X-C motif) ligand 3, scyb3                                                      |
|          | CXCL4                         | chemokine (C-X-C motif) ligand 4, Platelet factor-4, PF-4, scyb4                             |
|          | CXCL5                         | chemokine (C-X-C motif) ligand 5, scyb5                                                      |
|          | CXCL6                         | chemokine (C-X-C motif) ligand 6, scyb6                                                      |
|          | CXCL7                         | chemokine (C-X-C motif) ligand 7, PPBP, scyb7                                                |
|          | CXCL8                         | chemokine (C-X-C motif) ligand 8, interleukin 8 (IL-8), scyb8                                |
|          | CXCL9                         | chemokine (C-X-C motif) ligand 9, scyb9                                                      |
|          | CXCL10                        | chemokine (C-X-C motif) ligand 10, scyb10                                                    |
|          | CXCL11                        | chemokine (C-X-C motif) ligand 11, scyb11                                                    |
|          | CXCL13                        | chemokine (C-X-C motif) ligand 13, scyb13                                                    |
|          | DUX4                          | Thought to be inactive but 2010 research shows a key role in FSHD[3]                         |
|          | EVC                           | Ellis van Creveld syndrome                                                                   |
|          | EVC2                          | Ellis van Creveld syndrome 2 (limbin)                                                        |
|          | Factor XI                     | Mutations cause Haemophilia C                                                                |
|          | FGF2                          | Fibroblast growth factor 2 (basic fibroblast growth factor)                                  |
|          | FGFR3                         | fibroblast growth factor receptor 3 (achondroplasia, thanatophoric dwarfism, bladder cancer) |
|          | FGFRL1                        | fibroblast growth factor receptor-like 1                                                     |
|          | HCL2 (also called RHA or RHC) | related to red hair                                                                          |
|          | HTT (Huntingtin)              | huntingtin protein (Huntington's disease)                                                    |
|          | IGJ                           | linker protein for immunoglobulin alpha and mu polypeptides                                  |
|          | KDR                           | Kinase insert domain receptor (Vascular endothelial growth factor receptor 2)                |
|          | MMAA                          | methylmalonic aciduria (cobalamin deficiency) cblA type                                      |
|          | PHOX2B                        | codes for a homeodomain transcription factor                                                 |
|          | PKD2                          | polycystic kidney disease 2 (autosomal dominant)                                             |
|          | PLK4                          | Serine/threonine-protein kinase PLK4                                                         |
|          | QDPR                          | quinoid dihydropteridine reductase                                                           |
|          | STATH                         | gene with protein product                                                                    |
|          | SNCA                          | synuclein, alpha (non A4 component of amyloid precursor)                                     |
|          | UCHL1                         | ubiquitin carboxyl-terminal esterase L1 (ubiquitin thiolesterase)                            |
|          | UNC5C                         | netrin receptor UNC5C                                                                        |
|          | WFS1                          |                                                                                              |

## Doenças
Algumas das doenças relacionadas com genes localizados no cromossoma 4:
- Síndrome de Ellis-Van Creveld
- Hipocondroplasia
- Acondroplasia
- Doença de Huntington
- Acidemia metilmalónica
- Síndrome de Muenke
- Surdez não sindrómica
- Surdez não-sindrómica, autossómica dominante
- Síndrome de Romano-Ward
- Doença de Parkinson
- Displasia tanatofórica
- Displasia tanatofórica (tipo 1)
- Displasia tanatofórica (tipo 2)
- Cancro da bexiga
- Doença renal policística